# Typhaeus
Cet article possède un paronyme, voir Taphaeus.
Genre
Typhaeus est un genre d'insectes coléoptères coprophages, de la famille des Géotrupidés.

## Liste d'espèces en Europe
Selon Fauna Europaea (18 janvier 2022)
- Typhaeus (Chelotrupes) hiostius Gene, 1836
- Typhaeus (Chelotrupes) momus (Olivier, 1789)
- Typhaeus (Typhaeus) fossor Waltl, 1838
- Typhaeus (Typhaeus) lateridens (Guerin, 1838)
- Typhaeus (Typhaeus) typhoeus (Linnaeus, 1758)

## Comportement
Ces coléoptères enterrent des excréments (de moutons ou de lapins) qui nourriront leurs larves. 
Ils sont capables de creuser dans un sol sec et dur.
L'une des espèces, Typhaeus typhoeus, appelée Minotaure, est composée de mâles « tricornes » et de femelles ne présentant que deux petites cornes à l'avant du thorax.

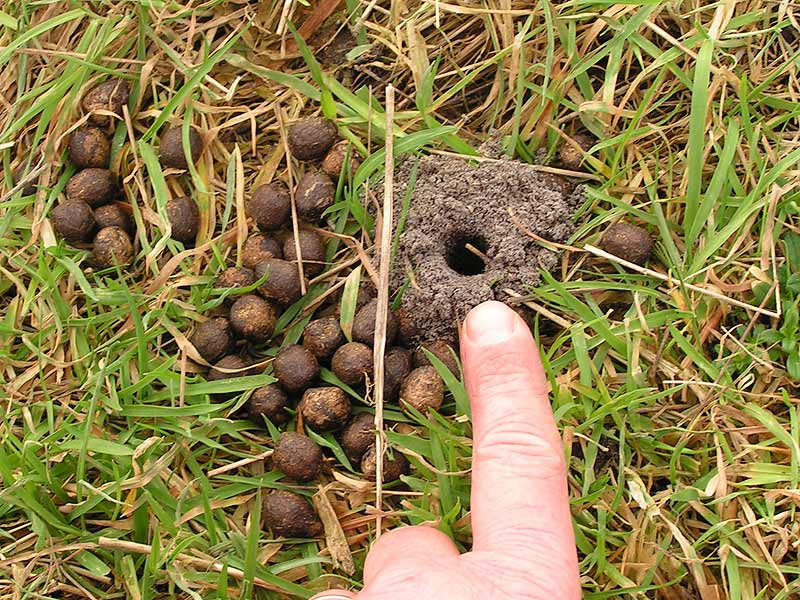
Entrée d'une galerie creusée par une espèce de Typhaeus (le Minotaure).

## Statut et menaces
Ce sont des espèces en forte voie de régression (ou ayant localement disparu) sur une grande partie de leur aire de répartition, peut-être à cause de la pollution globale de leur environnement par les insecticides, et dans les zones d'élevage (de mouton notamment) à cause du traitement biocides antiparasitaire (Ivermectine par exemple) des animaux qui font que leurs excréments deviennent mortellement empoisonnés pour les coprophages et en particulier pour les bousiers.